# Billy Lee Riley

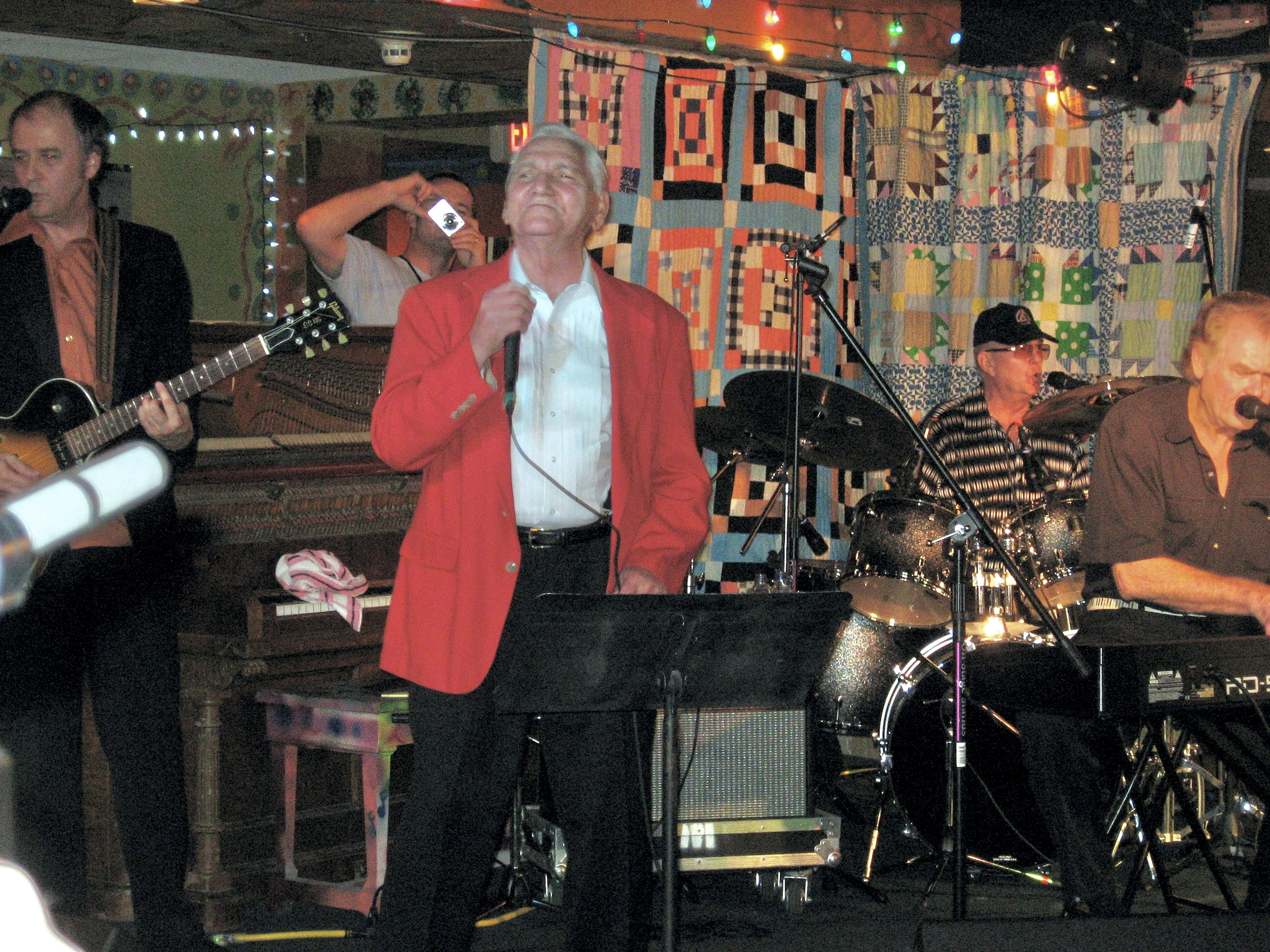
Billy Lee Riley auf dem Memphis Music Festival, 2008

Billy Lee Riley (* 5. Oktober 1933 in Pocahontas, Arkansas; † 2. August 2009 in Jonesboro, Arkansas) war ein US-amerikanischer Musiker. Sein musikalisches Spektrum reichte von Rockabilly und Country über Blues zu Folk- und Rockmusik. Außer Gitarre spielte Riley Mundharmonika und Bass.

## Leben

### Kindheit und Jugend
Billy Riley war irischer und indianischer Abstammung und hatte sieben Geschwister. Mit sieben Jahren lernte er Mundharmonika und verbrachte seine Kindheit in Osceola und Forrest City. Dort arbeitete er auf den Baumwollfeldern. Als Jugendlicher begann Riley Gitarre zu spielen. Neben der üblichen ländlichen Country-Musik wurde Riley stark vom Blues der meist schwarzen Feldarbeiter beeinflusst: „Blues is the music I grew up hearing on the plantation“, sagte er später dazu.
Im Alter von zehn Jahren gab Riley die Schule auf, um auf den Feldern zu arbeiten. Fünf Jahre später meldete er sich freiwillig zur US Army, wo er während seines Militärdienstes seine erste Band gründete, die vornehmlich alte Hillbilly-Musik, die Vorform des Country, spielte.

### Karriere als Rockabilly
1953, als Riley den Armeedienst verließ, zog er nach einem kurzen Aufenthalt in Jonesboro nach Memphis, Tennessee. Bereits in Jonesboro hatte er in einer Country-Band namens C.D. Tennyson and his Happy Valley Boys gespielt. In Memphis knüpfte er Kontakt zu Jack Clement, mit dem er bald darauf Mitglied in Slim Wallaces Gruppe wurde. Tagsüber arbeitete Riley als Lastwagenfahrer, während er abends in Bars und Kneipen auftrat. Als Wallace 1956 das Plattenlabel Fernwood Records gründete, erhielt Riley die Chance, zusammen mit Johnny Bernero am Schlagzeug eine Demoaufnahme seines Titels Trouble Bound aufzunehmen. Jack Clement brachte die Aufnahmen zu Sam Phillips, dem Besitzer der Sun Records. Das Label hatte bereits erfolgreiche Musiker wie Elvis Presley, Carl Perkins und Johnny Cash unter Vertrag und war bekannt für den sogenannten „Sun Sound“, den Rockabilly.
Phillips nahm Riley unter Vertrag. Zusammen mit seiner eigenen Band, zu der später auch der bis dahin unbekannte Jerry Lee Lewis gehörte, spielte er im Sun Studio seine erste Single Rock With Me Baby / Trouble Bound ein. Obwohl diese in kommerzieller Hinsicht ein Misserfolg war, unternahm Riley mit anderen Sun-Künstlern eine ausgedehnte Tournee durch die Südstaaten. Seine nächsten Singles wie Flyin' Saucer Rock'n'Roll brachten ebenfalls nicht den gewünschten Erfolg. Inzwischen war Jerry Lee Lewis, der eine Solokarriere gestartet hatte, durch die Pianisten Jimmy Wilson und Charlie Rich ersetzt worden. Aber als sich mit Rileys Single Red Hot der kommerzielle Erfolg abzeichnete, ließ Phillips Riley fallen, um Jerry Lee Lewis aufzubauen, der gerade mit Great Balls of Fire in die Hitparaden kam.
Riley wirkte als Session-Musiker auf vielen klassischen Sun-Aufnahmen mit und brachte bis 1959 fünf weitere Singles unter seinem Namen heraus. Zwischendurch nahm er auch Is That All To The Ball, Mr. Hall / Rockin' On The Moon für Brunswick Records auf. Wirkliche Hits blieben allerdings aus, auch wenn Red Hot sich regional gut verkaufte.

### Spätere Karriere
1959 verließ er Sun und gründete sein eigenes Label Rita, das mit Harold Dormans Mountain of Love 1960 einen Hit erzielte. 1962 zog Riley nach Los Angeles, wo er für Mercury Records unter Vertrag stand. Seine eigenen Country-, Soul-, Blues- und Rock-Platten für Rita, Mojo, Pen, GNP Crescendo und eine Reihe anderer Label verkauften sich in den 1960er-Jahren nicht besonders gut. Gleichwohl wurde 1966 seine LP Funk Harmonica, auf der er aktuelle Folk-Rock-Hits auf der Mundharmonika interpretierte, als Folk Hits auch in Deutschland veröffentlicht. Im selben Jahr war Riley nach Atlanta, Georgia, gezogen. In den 1960er-Jahren war Riley dank seines Mundharmonika-Spiels ein gefragter Begleit- und Studiomusiker, der wegen seiner stilistischen Bandbreite als „musikalisches Chamäleon“ betrachtet wurde. Während des durch Elvis Presleys Tod ausgelösten Rockabilly-Revivals wurde Riley zum bekannten Rockabilly-Musiker. Seither wurde er von der weltweiten Rockabilly-Fangemeinde als lebende Rockabilly-Legende verehrt und trat bis in die Gegenwart auf internationalen Rockabilly-Festivals auf. Bob Dylan holte ihn 1992 auf die Bühne zurück. Damals besann sich Riley auf den Blues, der seine musikalische Kindheit bestimmt hatte. Seitdem wuchsen Rileys Ansehen, Bekanntheit und Erfolg. Für sein Blues-Album »hot damn!« wurde er 1997 für den Grammy nominiert. Auf dem Cover und im Booklet präsentiert sich Riley als Endorser mit einer Gibson Blueshawk, um Interesse für das neue E-Gitarrenmodell zu schüren. Doch es kam umgekehrt, indem das beworbene Instrument die Aufmerksamkeit auf Riley und seine Musik lenkte. Aufgrund der Fotografien wurde Rileys Album „hot damn!“ von der Gibson Blueshawk-Gemeinde wahrgenommen und der frühere Rockabilly-Star als interessanter Blues-Musiker entdeckt. In der Folge wurde seine bis dahin auf die Rockabilly-Szene beschränkte Bekanntheit Ende 2006 durch ein knapp einstündiges „Spielräume-Spezial“-Radio-Porträt durchbrochen, das Rileys wechselhaftes Leben und vielseitiges Werk im deutschsprachigen Raum erstmals einer breiteren Öffentlichkeit vorgestellt hat.
2009 wurde bekannt, dass Riley an Krebs leidet. Im selben Jahr starb er im Alter von 75 Jahren im St. Bernards Medical Center in Jonesboro an den Folgen der Krankheit. Rileys Tod löste innerhalb der Rockabilly-Szene große Betroffenheit aus, so sendete beispielsweise das US-amerikanische Rockabilly Radio eine Billy-Lee-Riley-Sondershow ihres Weekly Jamborees. Am 30. August 2009 fand in Newport, Arkansas, ein Tribute-Konzert zu Ehren Rileys statt, auf dem Rockabilly-Stars wie Sonny Burgess and the Pacers, W.S. Holland, Ace Cannon, Carl Mann, Larry Donn, Dale Hawkins oder Rileys ehemaliger Schlagzeuger Jimmy Van Eaton auftraten.

## Werk
Sein Lied Trouble Bound hat den jungen Bob Dylan bleibend beeindruckt und hat Elvis Presley gegenüber Sam Phillips zu der Bemerkung veranlasst: „Der klingt ja mehr nach mir – als ich selbst.“ Elvis Presley lud Riley 1967 und 1968 als Musiker zu seinen Silvester-Partys ein.

## DVD-Mitschnitte
In der zweistündigen US-Fernseh-Dokumentation „Good Rockin' Tonight. The Legacy of Sun Records“ (2001) ist Billy Lee Riley als Interview-Partner, als Interpret seiner Lieder und im Rahmen einer Gesprächsrunde ehemaliger Sun-Records-Musiker zu sehen, die gemeinsam mit Sam Phillips über das Sun Records-Studio diskutieren.
Auch die John-Prine-Konzert-DVD „Live on Soundstage 1980“ (2007) enthält einen Gastauftritt von Billy Lee Riley. Gemeinsam mit Prine und dessen Band interpretiert er No Name Girl und Red Hot.

## Diskografie

### Alben
- 1962: Harmonica & the Blues, Crown
- 1964: Big Harmonica Special, Mercury
- 1965: Harmonica Beatlemania, Mercury
- 1965: Whiskey a Go Go Presents, Mercury
- 1966: Funk Harmonica, GNP
- 1966: In Action, GNP
- 1968: Southern Soul, Mojo; reissued, Cowboy Carl, 1981.
- 1977: Legendary Sun Performers: Billy Lee Riley, Charly
- 1978: Sun Sound Special: Billy Lee Riley, Charly
- 1978: Vintage, Mojo
- 1981: Southern Man
- 1992: 706 Reunion, Sun-Up
- 1992: Blue Collar Blues, Hightone
- 1994: Classic Recordings 1959–1960, Bear Family Records
- 1995: Rockin' Fifties, Icehouse
- 1997: hot damn!, Capricorn
- 1998: Very Best of Billy Lee Riley: Red Hot, Collectables
- 1999: Shade Tree Blues, Icehouse
- 2002: One More Time, Sun-Up
- 2003: Hillbilly Rockin' Man, Reba Records
- 2009: Still Got My Mojo, Rhythm Bomb Records
- 2009: The many Sides of … (Best Of Billy’s Blues), Rhythm Bomb Records
- 2010: The Mojo Albums, Bear Family Records
- 2010: The Outtakes, Bear Family Records

### Online-Biographien
- Andreas Weigel: Lebensmotto „Trouble Bound“. Porträt des Rockabilly-, Blues- und Country-Blues-Musikers Billy Lee Riley. ORF, Ö1, Spielräume spezial. 5. November 2006, (Sendungsmanuskript).
- Billy Lee Riley. Biographie auf Rockabilly.net (englisch).
- A few things about Billy Lee Riley. (englisch).
- We're Gonna Rock 'n' Roll All The Way To The Stars. Ausführliche Biographie (englisch).
- Billy Lee Riley. Detaillierte Biografie (englisch).
- Billy Lee Riley (Memento vom 28. November 2006 im Internet Archive). In: Leigh Ann DeRemer (Hrsg.): Contemporary Musicians. Vol. 43. Thomson Gale, 2004.
- Terence McArdles Nachruf: Billy Lee Riley, 75 Sun Records Rockabilly Musician (Washington Post, August 4, 2009)
- Billy Lee Riley mit seiner Gibson Blueshawk (Am 9. Februar 1997 in Bob Kings „King of Clubs“ in Swifton, Arkansas).

### MP3-Porträt mit Billy Lee Riley-Interview
- Erik van de Meerakker: Einstündiges Billy Lee Riley-Porträt mit Billy Lee Riley-Interview (MP3-Download). 16. Dezember 2006.

### Diskografie
Im Lauf von 50 Jahren hat Billy Lee Riley unter etlichen Pseudonymen bei zahlreichen Labels Singles und Alben aufgenommen. Die folgenden Diskografien, die dank ihrer chronologischen Reihung zugleich Rileys musikalische Karriere dokumentieren, sind demgemäß eine große Hilfe.
- Detaillierte Diskografie
- Diskografie mit ergänzenden Details und Hörproben